# Granges-sur-Lot
 Granges-sur-Lot  es una población y comuna francesa, en la región de Aquitania, departamento de Lot y Garona, en el distrito de Agen y cantón de Prayssas.

## Demografía
| 393 | 421 | 403 | 459 | 527 | 540 |
| Para los censos de 1962 a 1999 la población legal corresponde a la población sin duplicidades (Fuente: INSEE [Consultar]) |     |     |     |     |     |